# Igor Soszyński

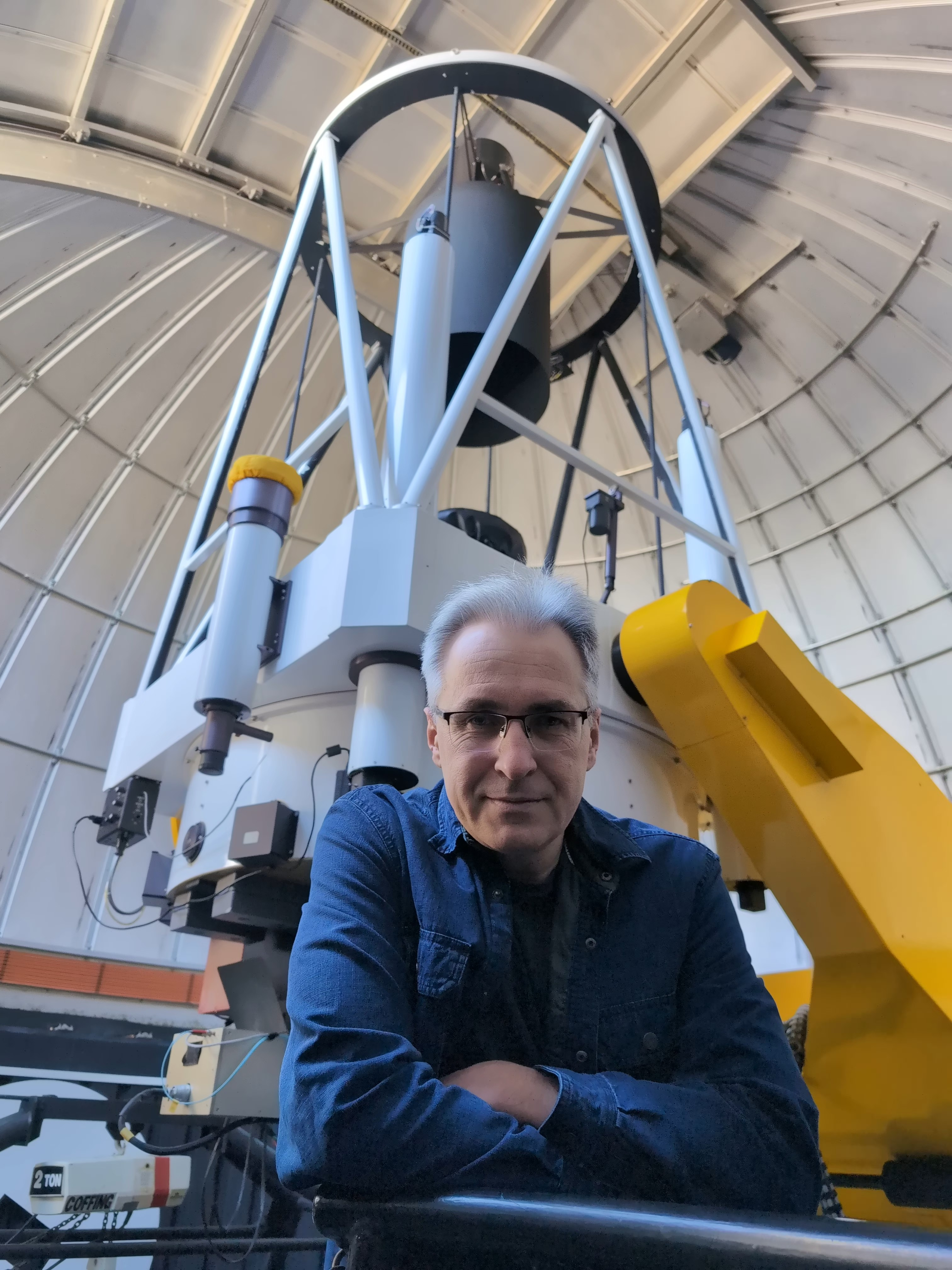
Igor Soszyński i teleskop OGLE w Las Campanas (Chile)

Igor Soszyński (ur. 1975) – polski astronom, profesor nauk fizycznych.

## Życiorys
Uczęszczał do LX Liceum Ogólnokształcącego im. Wojciecha Górskiego w Warszawie. W okresie szkolnym stypendysta Krajowego Funduszu na rzecz Dzieci. Studia astronomiczne ukończył na Uniwersytecie Warszawskim w 1999 r. Doktorat zatytułowany: Fotometria gwiazd zmiennych w Obłokach Magellana obronił w 2003 r. (promotor: Andrzej Udalski). Od 2004 do 2006 r. przebywał na stażu podoktorskim w chilijskim University of Concepción. Kilkukrotnie przebywał na krótkich stażach na Uniwersytecie Princeton. W 2008 r. przedstawił rozprawę habilitacyjną pt. Zmienność czerwonych olbrzymów w Obłokach Magellana. Postanowieniem Prezydenta RP z 5 czerwca 2014 r. otrzymał tytuł naukowy profesora nauk fizycznych. Pracuje w Obserwatorium Astronomicznym Uniwersytetu Warszawskiego.  

## Działalność naukowa
Interesuje się głównie astronomią gwiazdową, a w szczególności poszukiwaniem i badaniem gwiazd zmiennych. Bierze udział w projekcie OGLE. Opublikował katalogi gwiazd pulsujących takich jak cefeidy I i II typu, gwiazdy typu RR Lyr i zmienne długookresowe. Katalogi te obejmują Obłoki Magellana i centralne zgrubienie Galaktyki. Odkrył dziesiątki gwiazd zmiennych typu W Virginis w Wielkim Obłoku Magellana i pokazał, że ich krzywe zmian blasku dzielą się na dwie grupy, a jedna z tych grup zawiera gwiazdy w układach podwójnych. W 2018 r. odkrył gwiazdy typu RV Tau, które świecą wyraźnie słabiej niż inne. Odkrył pierwsze cefeidy II typu pulsujące w modzie harmonicznym oraz pierwszą cefeidę anomalną pulsującą w  trzech modach radialnych. Zaproponował fizyczne wyjaśnienie przyczyny tzw. długiego okresu wtórnego (zmienność fotometryczna obserwowana u około 1/3 pulsujących czerwonych olbrzymów). W 2024 r. odkrył cefeidę klasyczną w Galaktyce o najdłuższym znanym okresie pulsacji. 
Do końca 2024 r. wypromował czworo doktorów.

## Nagrody, odznaczenia i wyróżnienia
- Członek Komitetu Astronomii PAN[15]
- Członek Akademii Młodych Uczonych PAN I kadencji 2011–2016[4]
- Nagroda Prezesa Rady Ministrów za osiągnięcie naukowe, jako członek zespołu OGLE pod kierunkiem Andrzeja Udalskiego w 2020[16]
- Nagroda im. Mariana Mięsowicza przyznawana przez Polską Akademię Umiejętności, wspólnie z Grzegorzem Pietrzyńskim w 2011[17]
- Stypendium Ministra Nauki i Szkolnictwa Wyższego dla wybitnych młodych naukowców w 2009[4]
- Nagroda Prezesa Rady Ministrów za wyróżniającą się pracę doktorską w 2004[4]

## Publikacje
Wybrane publikacje naukowe:
- I. Soszyński i inni, Over 78 000 RR Lyrae Stars in the Galactic Bulge and Disk from the OGLE Survey, „Acta Astronomica”, 69, 2019, s. 321–337, DOI: 10.32023/0001-5237/69.4.2, ISSN 0001-5237 [dostęp 2025-02-12].
- I. Soszyński i inni, The OGLE Collection of Variable Stars. Over 450 000 Eclipsing and Ellipsoidal Binary Systems Toward the Galactic Bulge, „Acta Astronomica”, 66, 2016, s. 405–420, DOI: 10.48550/arXiv.1701.03105, ISSN 0001-5237 [dostęp 2025-02-12].
- I. Soszyński i inni, The Optical Gravitational Lensing Experiment. The OGLE-III Catalog of Variable Stars. I. Classical Cepheids in the Large Magellanic Cloud, „Acta Astronomica”, 58, 2008, s. 163–185, DOI: 10.48550/arXiv.0808.2210, ISSN 0001-5237 [dostęp 2025-02-12].
- I. Soszyński, Long Secondary Periods and Binarity in Red Giant Stars, „The Astrophysical Journal”, 660, 2007, s. 1486–1491, DOI: 10.1086/513012, ISSN 0004-637X [dostęp 2025-02-12].
- I. Soszyński, W. Gieren, G. Pietrzyński, Mean JHK Magnitudes of Fundamental-Mode Cepheids from Single-Epoch Observations, „Publications of the Astronomical Society of the Pacific”, 117, 2005, s. 823–830, DOI: 10.1086/431434, ISSN 0004-6280 [dostęp 2025-02-12].
- I. Soszyński i inni, The Optical Gravitational Lensing Experiment.  Small Amplitude Variable Red Giants in the Magellanic Clouds, „Acta Astronomica”, 54, 2004, s. 129–152, DOI: 10.48550/arXiv.astro-ph/0407057, ISSN 0001-5237 [dostęp 2025-02-12].
- I. Soszyński i inni, Optical Gravitational Lensing Experiment: Difference Image Analysis of OGLE-2000-BUL-43, a Spectacular Ongoing Parallax Microlensing Event, „The Astrophysical Journal”, 552, 2001, s. 731–737, DOI: 10.1086/320582, ISSN 0004-637X [dostęp 2025-02-12].

Publikacje popularnonaukowe:
- Igor Soszyński, Wybuchy, pulsacje, zaćmienia..., „Urania – Postępy Astronomii”, 2012 (5), s. 255, ISSN 1689-6009.